# 宣材写真
宣材写真（せんざいしゃしん）は宣伝材料用写真（せんでんざいりょうようしゃしん）の略称である。
一般に、所属する芸能人等を売り出すために芸能事務所がクライアント向けに撮影する写真で、通常同じ服装でさまざまなポーズを撮影したものが複数カット用意される。芸能事務所がクライアントより仕事の依頼を受ける際や、芸能事務所自身による芸能人を売り出すための営業活動に使われる。
芸能事務所による売り出しの方向性が反映される点で、オーディションの際に参加者が履歴書とともに芸能事務所に提出する写真とは異なる。
また、芸能業界用語の枠を超え、個人やビジネス関係のプロフィール写真を指す言葉として使われることもある。
撮影内容については通常、特段に飾らず、自然体な個人の魅力をアピールするものが善いとされている。